# ТГМ20/ТГМ21
ТГМ20-001, он же ТГМ21-001 (после переделки) — опытный советский маневровый двухосный тепловоз, выпущенный Муромским заводом им. Ф. Э. Дзержинского в 1959 году.

## История
ТГМ20 представляет собой попытку создать тепловоз, занимающий промежуточную нишу между тепловозами ТГМ1 (мощность по дизелю 400 л.с.) и ТГК (мощность по дизелю 150 л.с.). По конструкции он был унифицирован с ТГМ1, уже выпускавшимся Муромским заводом, но имел двенадцатицилиндровый дизельный двигатель 1Д12 мощностью 300 л.с. при частоте вращения вала 1500 об/мин (на ТГМ1 был установлен 1Д12-400 мощностью 400 л.с.), такой же как на тепловозах-электростанциях МЭС. По сравнению с ТГМ1, ТГМ20 был на 12 тонн легче и на 1570 мм короче, а также имел на 300 мм меньшую жёсткую колёсную базу, что позволяло ему эффективней вписываться в кривые. В тяговой гидравлической передаче, по сравнению с ТГМ1, было лишь изменено передаточное число режимной коробки на маневровом режиме, которое теперь составляло (31:22)×(31:22)=1,985 (на ТГМ1 — 2,026).
Вскоре ТГМ20 был подвергнут переделке в ходе которой на него поставили новый дизель — 1Д12-400 мощностью 350 л.с. при частоте вращения вала 1550 об/мин. Переделанному тепловозу присвоили новое обозначение — ТГМ21-001. В серию ТГМ21 не пошёл наиболее вероятно из-за загрузки Муромского завода выпуском тепловозов ТГМ1, а в дальнейшем и ТГМ23, а также с переходом Калужского машиностроительного завода на выпуск новых более мощных тепловозов ТГК2.